# 張先躋
張先躋，字槐荊，福建云霄人，清朝政治人物，同進士出身。

## 生平
雍正八年（1730年）登庚戌科進士，改翰林院庶吉士。